# Vampire Miyu
Vampire Miyu (jap. 吸血姫美夕, Vampaia Miyu) ist eine Original Video Animation, die auch als Manga und Anime-Fernsehserie umgesetzt wurde.
Die Horrorserie handelt von den Abenteuern des Vampirmädchens Miyu. Während in der Manga-Serie die Abenteuer Miyus in einzelnen unzusammenhängenden Episoden erzählt werden, folgt der Anime in jeder Folge einem Handlungsstrang, der gegenüber dem Manga ausführlicher ist und sich auf eine Hauptgeschichte konzentriert.

## Handlung der OVA
Das Vampirmädchen Miyu hat die Aufgabe, in der Menschenwelt nach Shinma, Wesen, die teils Gott teils Dämon sind und den Menschen Schaden zufügen, zu suchen und diese wieder in die Dunkelheit zurückzuweisen. Als Vampirin ist sie auf frisches Blut angewiesen, das sie sich vornehmlich von jungen hübschen Männern holt. Ihren Opfern ermöglicht sie eine Wahl zwischen dem Tod und einer Traumzone, in der die Menschen in ihrer Fantasie weiter leben. Begleitet wird sie von ihrem treuen Diener Larva (vgl. Larva), seinerseits ebenfalls Shinma, aber Miyu gegenüber absolut loyal. Sie ist gegen die üblichen Mittel wie Knoblauch, Kruzifixe und Weihwasser immun.
Sie begegnet der jungen Himiko, die als Medium und Geisterjägerin versucht, ein kleines Mädchen zu retten, das seit einiger Zeit bewusstlos im Haus ihrer Eltern liegt. Himiko folgt Miyu, um ihre Opfer vor dem Tod zu bewahren, dabei erkennt sie, dass auch sie selbst vampirische Züge trägt.

## Anime
1988 wurde eine vierteilige OVA von AIC produziert. Regie führten Eri Tsukamoto und Toshihiro Hirano (später unter dem Künstlernamen Toshiki Hirano bekannt), das Charakterdesign entwickelte Narumi Kakinouchi. Vom 21. Juli 1988 bis zum 21. April 1989 erschienen die Folgen in Japan.
Die OVA erschien in Deutschland unter dem Titel Vampire Princess Miyu bei Anime-Virtual. Es existieren außerdem auch Übersetzungen ins Englische, Französische, Italienische und Niederländische.
1997 folgte eine 26-teilige Fernsehserie, die eine Neuverfilmung und Neuerzählung des Stoffs darstellt. Bei der Produktion von AIC führte Toshihiro Hirano Regie. Das Charakterdesign entwarf Megumi Kadonosono und die künstlerische Leitung übernahm Yasuyuki Inaba. Die Erstausstrahlung fand vom 6. Oktober 1997 bis zum 30. März 1998 bei TV Tokyo statt. Die Serie wurde auch in Brasilien und Polen ausgestrahlt sowie ins Englische und Italienische übersetzt.

### Synchronsprecher
Die Synchronisation der deutschen Fassung wurde von Elektrofilm angefertigt.
| Rolle          | japanischer Sprecher (Seiyū) | japanischer Sprecher (Seiyū) | deutscher Sprecher |
| Rolle          | OVA                          | Fernsehserie                 | OVA                |
| -------------- | ---------------------------- | ---------------------------- | ------------------ |
| Miyu           | Naoko Watanabe               | Miki Nagasawa                | Rubina Kuraoka     |
| Himiko Se      | Mami Koyama                  | —                            | Cathlen Gawlich    |
| Chisato Inoue  | —                            | Asako Shirakura              | —                  |
| Yukari Kashima | —                            | Chiharu Tezuka               | —                  |
| Hisae Aoki     | —                            | Kokoro Shindō                | —                  |

### Musik
Die Musik zur OVA stammt von Kenji Kawai und Kōhei Tanaka. Der Abspann wurde unterlegt mit dem Titel Kyūketsuki Miyu von Namiko Watanabe.
Auch für die Serie komponierte Kenji Kawai wieder die Musik. Für den Vorspann der Serie verwendete man die Lieder Dance of Shinma von Kenji Kawai und Shinma no Kodō von Kagura. Die Abspanntitel sind Manmaru Temari Uta von Miki Nagasawa und Miyu Yachiyo von Saeko Suzuki.

## Manga
Die Manga-Reihe von Zeichnerin Narumi Kakinouchi und Autorin Toshiki Hirano umfasst zehn Bände, die jeweils einzelne unzusammenhängende Episoden beinhalten. Vampire Miyu wurde in Japan von 1988 bis 2001 im Manga-Magazin Susperia, das sich auf Horror-Comics für Mädchen spezialisiert, veröffentlicht und vom Akita-Shoten-Verlag ab 1989 in Sammelbänden herausgebracht. Dort erschien auch die Fortsetzung Shin Vampire Miyu in insgesamt fünf Bänden.
In Deutschland erschien die Reihe vollständig ab 2001 beim Carlsen Verlag. Ab 2012 erschien die 5-bändige Reihe Vampire Princess bei Planet Manga, die eine stark veränderte Neuerzählung der Geschichte um Miyu ist. Der Manga wurde unter anderem auch ins Französische, Russische, Englische, Spanische und Polnische übersetzt.

## Bücher
Zu Vampire Princess Miyu erschienen auch ein Roman und drei Artbooks.

## Rezeption und Analyse
Patrick Drazen bezeichnet die OVA-Serie als einen der stimmungsvollsten Anime und ein definitives „must-see“. Laut ihm behandelt die Reihe verschiedene Variationen eines Themas. Stets gehe es darum, dass Unsterblichkeit die Menschen korrumpiert, diejenigen die sie erreichen wollen oder die sie schon erreicht haben.
Der Anime Guide schreibt von einer erfrischenden Beschränkung in den Horroranteilen der OVA, der es damit gelingt, den Zuschauer zu unterhalten, aber auch nicht mehr.
Der Anime macht mehrfach von Stereotypen und Anleihen aus der japanischen Kultur Gebrauch, wie dem Vorhang und Geräuschen aus dem Bunraku-Puppentheater, die das Verwandeln zweier Figuren in Puppen am Ende einer Folge untermalen. Laut Antonia Levi zeigt die Handlung komplexe Charaktere, die sich nicht in ein einfaches Gut-Böse-Schema einordnen lassen. So jagt Miyu zwar die bösen Shinma, verhält sich als Vampirin aber selbst wie eine. Dabei handelt sie und andere auch oft aus eigennützigen Motiven. Schließlich besage die Serie, dass es keinen wirklichen Unterschied zwischen Göttern und Dämonen gibt.
Die deutsche Zeitschrift MangasZene bezeichnet die OVA als „kleines Meisterwerk“, das in für die Zeit sehr guter Animationsqualität gehalten sei. An der Manga-Adaption erkenne man den zeichnerischen Fortschritt Narumi Kakinouchis, die aus dem eher mittelmäßigen ihren eigenen Stil entwickelt habe. Dabei biete sie in den späteren Bänden zur melancholischen Geschichte Bilder mit wenig Graustufen, theatralischen Gesichtsausdrücken und dünnen Linien. Wunderbar ausgearbeitet seien die Bewegungsabläufe, die dem Manga den Flair einer Traumwelt verleihen. Die Musik Kenji Kawais sei melodisch, „düster, geheimnisvoll und traurig“.
Die Fernsehserie, bereits in Japan umstritten beurteilt, wird in der Mangaszene wegen all der Veränderungen zum Original als Anpassung an den Zeitgeschmack bewertet. Ähnlichkeiten zur Vorlage seien kaum vorhanden und die Fernsehserie orientiere sich mehr an den in den 1990er Jahren aktuellen Magical-Girl-Serien, setze dabei aber auch auf mehr Action statt Melancholie. Die Animationsqualität sei durchgehend schlecht und die „traumhafte“ Musik Kenji Kawais das einzig Gute an der Animeserie.